# Eybergturm
Der Eybergturm ist ein insgesamt ca. 18 m hoher Aussichtsturm, der auf dem namensgebenden Großen Eyberg im Pfälzerwald steht.

## Lage
Der Eybergturm befindet sich im Südwesten der Gemarkung der Stadt Dahn im Wasgau, wie der südliche Teil des Pfälzerwaldes genannt wird. Unmittelbar neben dem Turm steht eine Wanderhütte.

## Merkmale
Beim Turm handelt es sich um ein Bauwerk aus Stahl. Die recht schmalen Treppenstufen sind ebenfalls aus Metall, die der Aussicht dienenden Plattformen sind mit Holzdielen belegt. Für einen Aussichtsturm ist seine Bauweise und -form eher untypisch. Aufgrund der Tatsache, dass die ihn umgebenden Bäume im Lauf der letzten Jahrzehnte seine Höhe teilweise übertroffen haben, ist lediglich in Richtung Süden ein unbegrenzter Blick in die Ferne möglich, in nördlicher Richtung jedoch nicht.

## Geschichte
An seinem Standort befand sich in den 1930er Jahren ein Holzturm, der von den Nationalsozialisten zur Landesvermessung anlässlich der Errichtung des Westwalls benötigt wurde. Zwei Jahrzehnte später wurde Anfang der 1950er Jahre auf seinen Fundamenten von den Französischen Streitkräften der heutige Eybergturm errichtet, der von 1952 bis 1957 als Radarstation für den Militärflughafen Zweibrücken fungierte.

## Anbindung
Der Eybergturm ist an das Wanderwegenetz des Pfälzerwaldes angebunden. Über ihn führt ein Wanderweg, der mit einem rot-weißen Balken markiert ist. Dieser beginnt in Niederwürzbach im Saarland und endet nördlich von Landau in der Pfalz in Böchingen. Darüber hinaus verlaufen in seinem Einzugsgebiet mehrere mit Zahlen gekennzeichnete Rundwanderwege.